# Boubín
Il Boubín è un monte della Selva Boema in territorio ceco, 14 km a ovest di Prachatice. 
La sua vetta è ricoperta da una foresta vergine, chiamata Boubínský prales, che costituisce una riserve naturale dal 1858.